# 岩本院
岩本院（いわもといん）は、和歌山県伊都郡高野町高野山蓮華谷にあった寺院。現在は廃寺となっている。境内の周囲は95間（約187m）。坊舎、門、倉庫があったという。本尊は妙観察智彌陀。
開基は保延3年（1137年）。秀覚阿闍梨による。秀覚阿闍梨は越前国の出身。弘法大師（空海）真作の棺加持地蔵尊があったという。
俗に高野龕と称する龕（がん）（棺・ひつぎ）があり、棺加持地蔵尊が加持し給うので山中より高野龕を背負い出る時は、必ず岩本院の門外に龕を降ろすのが通例となっていたと言う。